# Philipp Dietz
Philipp Dietz (* 6. Juni 1834 in Speckswinkel; † 22. Januar 1910 in Neustadt (Hessen)) war ein deutscher Lehrer und Abgeordneter des Provinziallandtages der preußischen Provinz Hessen-Nassau.

## Leben
Philipp Dietz wurde als Sohn des Ackerers Eckhard Dietz und dessen Gemahlin Anna Maria Schmidt geboren. Nach dem Abitur studierte er Pädagogik und wurde, bevor er Lehrer in Marburg und hier Direktor der vereinigten Knabenschule wurde, zunächst als Hilfslehrer in seinem Heimatort eingesetzt. 1866, als das Kurfürstentum Hessen durch Preußen annektiert wurde, musste er diesen Beruf aufgeben und ging ins Exil nach Zeulenroda in Sachsen. 1885 kehrte er in seinen Heimatort zurück und fand eine Anstellung bei der Gemeindeverwaltung. Hier wurde er Vertreter des Standesbeamten und Amtsanwalt. 1887 kandidierte er bei der Bürgermeisterwahl, unterlag aber seinem Mitbewerber. Zehn Jahre später wurde er Abgeordneter des Kurhessischen Kommunallandtages, aus dessen Mitte er ein Mandat für den Provinziallandtag der Provinz Hessen-Nassau erhielt. In diesem Gremium war er Mitglied des Legitimationsprüfungsausschusses.

## Schriften
- Wörterbuch zu Dr. Martin Luthers deutschen Schriften Georg Olms Verlag, Hildesheim
- Die Restauration des evangelischen Kirchenliedes, Neuauflage WENTWORTH PR 2018, ISBN 978-0274427468.